# Australia/New Zealand Cup w biegach narciarskich 2015
Sezon 2015 Australia/New Zealand Cup rozpoczął się 25 lipca w australijskim Perisher Valley, a zakończył 30 sierpnia, w nowozelandzkim Snow Farm.
Obrończynią tytułu wśród kobiet była Australijka Esther Bottomley, a wśród mężczyzn Szwajcar Valerio Leccardi.
W tym roku, Kryształową Kulę w rywalizacji kobiet wywalczyła reprezentantka Słowenii Barbara Jezeršek, natomiast wśród mężczyzn zwyciężył Australijczyk Philip Bellingham.

## Kalendarz i wyniki

### Kobiety
| Lp | Data             | Miejscowość     | Dystans                            | 1. miejsce              | 2. miejsce       | 3. miejsce              |
| -- | ---------------- | --------------- | ---------------------------------- | ----------------------- | ---------------- | ----------------------- |
| 1. | 25 lipca 2015    | Perisher Valley | sprint s. dowolnym                 | Barbara Jezeršek        | Katerina Paul    | Casey Wright            |
| 2. | 26 lipca 2015    | Perisher Valley | 5 km s. klasycznym                 | Barbara Jezeršek        | Casey Wright     | Katerina Paul           |
| 3. | 15 sierpnia 2015 | Falls Creek     | sprint s. klasycznym               | Katerina Paul           | Maria Gräfnings  | Barbara Jezeršek        |
| 4. | 16 sierpnia 2015 | Falls Creek     | 10 km s. dowolnym                  | Barbara Jezeršek        | Maria Gräfnings  | Casey Wright            |
| 5. | 22 sierpnia 2015 | Falls Creek     | 34 km s. dowolnym (start masowy)   | Maria Gräfnings         | Barbara Jezeršek | Casey Wright            |
| 6. | 28 sierpnia 2015 | Snow Farm       | sprint s. klasycznym               | Olivia Bouffard-Nesbitt | Barbara Jezeršek | Katerina Paul           |
| 7. | 29 sierpnia 2015 | Snow Farm       | 10 km s. klasycznym (start masowy) | Lee Chae-won            | Barbara Jezeršek | Olivia Bouffard-Nesbitt |
| 8. | 30 sierpnia 2015 | Snow Farm       | 5 km s. dowolnym                   | Barbara Jezeršek        | Lee Chae-won     | Olivia Bouffard-Nesbitt |

### Mężczyźni
| Lp | Data             | Miejscowość     | Dystans                            | 1. miejsce        | 2. miejsce      | 3. miejsce         |
| -- | ---------------- | --------------- | ---------------------------------- | ----------------- | --------------- | ------------------ |
| 1. | 25 lipca 2015    | Perisher Valley | sprint s. dowolnym                 | Philip Bellingham | Kein Einaste    | Callum Watson      |
| 2. | 26 lipca 2015    | Perisher Valley | 10 km s. klasycznym                | Callum Watson     | Jackson Bursill | Armund Wirstad     |
| 3. | 15 sierpnia 2015 | Falls Creek     | sprint s. klasycznym               | Philip Bellingham | Kein Einaste    | Callum Watson      |
| 4. | 16 sierpnia 2015 | Falls Creek     | 15 km s. dowolnym                  | Philip Bellingham | Callum Watson   | Valerio Leccardi   |
| 5. | 22 sierpnia 2015 | Falls Creek     | 34 km s. dowolnym (start masowy)   | Valerio Leccardi  | Callum Watson   | Philip Bellingham  |
| 6. | 28 sierpnia 2015 | Snow Farm       | sprint s. klasycznym               | Kim Eun-ho        | Hwang Jun-ho    | William Poffenroth |
| 7. | 29 sierpnia 2015 | Snow Farm       | 15 km s. klasycznym (start masowy) | Hwang Jun-ho      | Park Seong-beom | Kim Eun-ho         |
| 8. | 30 sierpnia 2015 | Snow Farm       | 10 km s. dowolnym                  | Park Seong-beom   | Andrew Pohl     | Cho Yong-jin       |

## Klasyfikacje
| Lp. | Zawodniczka             | Punkty |
| --- | ----------------------- | ------ |
| 1.  | Barbara Jezeršek        | 700    |
| 2.  | Katerina Paul           | 372    |
| 3.  | Casey Wright            | 310    |
| 4.  | Maria Gräfnings         | 260    |
| 5.  | Lee Chae-won            | 230    |
| 6.  | Olivia Bouffard-Nesbitt | 220    |
| 7.  | Lillian Boland          | 166    |
| 8.  | Ellie Phillips          | 153    |
| 9.  | Lauren Fritz            | 145    |
| 10. | Ashleigh Spittle        | 142    |
| 11. | Ju Hye-ri               | 140    |
| 12. | Brandy Stewart          | 135    |
| 13. | Stella Ajani            | 133    |
| 14. | Ella Jackson            | 116    |
| 15. | Je Sang-mi              | 106    |
| 16. | Olivia Jeffrey          | 103    |
| 17. | Xanthea Dewez           | 95     |
| 18. | Alecia Phillips         | 93     |
| 19. | Emma Pollard            | 77     |
| 20. | Gabrielle Hawkins       | 76     |
| 21. | Shelby Dickey           | 72     |
| 22. | Nam Seul-gi             | 65     |
| 23. | Aimee Watson            | 40     |

| Lp. | Zawodnik            | Punkty |
| --- | ------------------- | ------ |
| 1.  | Philip Bellingham   | 396    |
| 2.  | Callum Watson       | 380    |
| 3.  | Alasdair Tutt       | 241    |
| 4.  | Jackson Bursill     | 239    |
| 5.  | Hwang Jun-ho        | 230    |
| 6.  | Park Seong-beom     | 216    |
| 7.  | Andrew Pohl         | 215    |
| 8.  | Valerio Leccardi    | 210    |
| 9.  | Kim Eun-ho          | 205    |
| 10. | Kein Einaste        | 200    |
| 11. | Nick Montgomery     | 187    |
| 12. | Ewan Watson         | 177    |
| 13. | Mark Pollock        | 162    |
| 14. | Cho Yong-jin        | 134    |
| 15. | William Poffenroth  | 125    |
| 16. | Daniel Sarri        | 117    |
| 17. | Paul Kovacs         | 115    |
| 18. | Kim Min-woo         | 106    |
| 19. | Stuart Harden       | 103    |
| 20. | Armund Wirstad      | 96     |
| 21. | Seve de Campo       | 95     |
| 22. | Abe Wright          | 83     |
| 23. | Finlay Clark        | 76     |
| 24. | Matthew Bull        | 69     |
| 25. | Liam Burton         | 62     |
| 26. | Eric Storvall       | 62     |
| 27. | Evan Girard         | 60     |
| 28. | Mart Kevin Polluste | 52     |
| 29. | Donny Boake         | 50     |
| 30. | Jeong Jong-won      | 48     |
| 31. | Riccardo Mich       | 36     |
| 32. | Hugh Pollard        | 34     |
| 33. | Hamish Roberts      | 32     |
| 34. | Markus Wirstad      | 32     |
| 35. | Dominic Cooper      | 29     |
| 36. | Gatis Praulitis     | 26     |
| 37. | Simon Evans         | 22     |
| 38. | Mattis Jaama        | 18     |
| 39. | Siim Eilo           | 14     |